# Jonathan Saltos
Jonathan Saltos (Chone, Ecuador, 19 de agosto de 1995) es un futbolista ecuatoriano. Juega de mediocampista y su equipo actual es el Atlético La Cruz de la Segunda División de Venezuela.

## Trayectoria
Se inició en el Manta FC jugando en las categorías sub-16,sub-18 y reserva, Edwin Cozar en el 2013 le dio la oportunidad de debutar como juvenil en el equipo de primera en un partido contra la CD Universidad Católica donde dicho equipo ganó.
En las últimas fechas del 2014 el Manta FC a base de los malos resultados se vio obligado a pelear el descenso donde luchó hasta la última fecha para quedarse en Primera pero desafortunadamente no lo logró y descendió en la última fecha del Campeonato Ecuatoriano de Fútbol.

## Clubes
| Club             | País      | Año           | Partidos | Goles |
| ---------------- | --------- | ------------- | -------- | ----- |
| Manta FC         | Ecuador   | 2011 -2014    | 22       | 9     |
| Grecia (cedido)  | Ecuador   | 2015          |          |       |
| Manta            | Ecuador   | 2015-2017     |          |       |
| Grecia           | Ecuador   | 2018          |          |       |
| Manta            | Ecuador   | 2019-2023     |          |       |
| Atlético La Cruz | Venezuela | 2024-presente |          |       |
| Total            | Total     | Total         | 22       | 9     |